# Plusia
Plusia là một chi bướm đêm thuộc họ Noctuidae.

## Loài
- Plusia contexta Grote, 1873
- Plusia festucae Linnaeus, 1758
- Plusia magnimacula D. Handfield & L. Handfield, 2006
- Plusia manchurica Lempke, 1966
- Plusia nichollae Hampson, 1913
- Plusia putnami Grote, 1873
- Plusia rosanovi Nabokov, 1912[1]
- Plusia venusta Walker, 1865